# Zabovci
Zabovci este o localitate din comuna Markovci, Slovenia, cu o populație de 407 locuitori.